# Grover Cleveland Alexander
Grover Cleveland Alexander (Elba, Nebraska, Estados Unidos; 26 de febrero de 1887-St. Paul, Nebraska, Estados Unidos; 4 de noviembre de 1950), también conocido como Pete Alexander, fue un beisbolista profesional estadounidense que jugaba en la posición de lanzador.
Ha sido considerado como uno de los mejores lanzadores en la historia de las grandes ligas. Entre sus diversas marcas y hazañas se encuentran la de poseer el tercer mejor número de victorias acumuladas (373), y haber protagonizado uno de los momentos más recordados en series mundiales en 1926 jugando para los St. Louis Cardinals.

## Biografía
Grover Cleveland Alexander nació en Elba, Nebraska el 26 de febrero de 1887. Su nombre de pila hace referencia a Grover Cleveland,  vigesimosegundo y posteriormente vigesimocuarto presidente de los Estados Unidos.

## Carrera

### Ligas Menores
Sus primeros años como jugador fueron desafortunados: jugando para Galensburg de la Central Associationen 1909, recibió un pelotazo tratando de estorbar un lanzamiento a primera base en una jugada de doble matanza, que le dejó inconsciente por dos días y con secuelas de doble visión. Después prestó sus servicios en Indianápolis, y posteriormente en Syracuse Chiefs, donde alcanzó 29 victorias con 15 blanqueadas. 

### MLB

#### Philadelphia Phillies
Su primer año en las mayores fue en 1911 jugando para los Phillies. Con esta novena tuvo un buen arranque pues lideró la Liga Nacional en victorias (28), juegos completos (31), innings pichados (367) y blanqueadas (7); una de ellas enfrentando al veterano Cy Young en una victoria de 1-0. Con este equipo logró importantes números, entre ellos haber obtenido 30 o más victorias en tres temporadas consecutivas (1915-16-17) y 16 pizarras en blanco en 1916, récord vigente de grandes ligas. Llegó a la serie mundial de 1915 con su equipo, pero cayeron ante los Red Sox; Grover, sin embargo, llegó al clásico con un promedio de carreras permitidas de apenas 1,22.

#### Chicago Cubs
En 1917 pasó a jugar con los Chicago Cubs y sirvió para su país en la Primera Guerra Mundial en 1918, tiempo en el cual empezó a sufrir de epilepsia. Aunado a esto, Grover tuvo al alcoholismo como otra de sus afecciones, situación que aparentemente no tuvo influencia en sus carrera deportiva, sino en sus años postreros como pelotero, pero que le trajo una que otra discusión con los managers. 
En general Grover era un tipo de pocas palabras y solitario. Al caminar arrastraba los pies y era desentendido al vestir su uniforme (su gorra parecía menor a su talla). Estas extravagancias las compensaba con su pitcheo simple, en el cual, aparentemente, no mostraba mucho esfuerzo. Incluso el calentamiento previo que hacía antes de entrar en acción era mínimo. También su control era destacable. Muestra de ello es su promedio de por vida de 1,65 bases por bolas en nueve episodios.

#### St. Louis Cardinals
Contaba con 39 años cuando los Cardinals le adquirieron en 1926, año que llegaron a la serie mundial con su estelar Rogers Hornsby y donde enfrentaron a los Yankees de Nueva York, que contaban entre sus filas a renombrados peloteros como Babe Ruth, Lou Gehrig y Tony Lazzeri. Grover (con foja de 9-7 esa temporada) ya había obtenido las victorias de los juegos 2 y 6 de la serie. 
El clásico llegó a estar empatado a 3 victorias por equipo. Antes del séptimo juego, Grover Alexander había llegado al estadio con varias copas encima, dado que estaba celebrando la victoria en el sexto juego contra los Yankees y en donde él había sido el pitcher ganador. El mánager Rogers Hornsby lo mandó a dormir la borrachera. En el séptimo juego realizado el 10 de octubre y con los Yankees a la ofensiva, cerrando el séptimo episodio con dos outs y las bases llenas, los Cards estaban arriba 3-2. Llamaron para salvar la situación a Grover quien sustituyó a Jesse Haines, que de había lastimado los dedos por la aparición de ampollas. Se le ordenó a Grover Alexander que calentara. Dado que el juego se compromete, es traído a relevar. Es recibido en los terrenos del shorstope por el mánager jugador Rogers Hornsby, qúién lo ve fijamente a los ojos y le dice: "Amigo mío, nunca has bebido una copa". Saca esos siete outs para irnos a casa como campeones. En el home, por los Yankees, enfrentaría al joven Lazzeri de 22 años. El primer lanzamiento fue una bola, el siguiente un strike cantado; el tercero fue un foul ball que pasó cerca de la línea de tercera; con la cuenta 1-2 y en medio del ruido de los aficionados de New York, Grover lanzó su tercer strike al abanicar Lazzeri. Después de pasar este escollo, logró salvar el octavo; en el noveno, con dos outs, dio una base por bolas a Ruth; al bate pasó Bob Meusel quien no tuvo acción al aventurarse Ruth a robar segunda y fallar en el intento, otorgando la serie a los Cardinals. 
Alexander logró un jugoso contrato de $17.500, y rindió una buena temporada de 1927 con 21-10 y ERA de 2,52. Nuevamente llegaron a la serie mundial de 1928 pero la perdieron por barrida ante el entonces poderoso equipo de los Yankees. Grover tuvo en el clásico de otoño foja de 0-1 y un infame porcentaje de carreras admitidas de 19,80.
Años después fallecería en la Ciudad de St. Paul, Nebraska alcoholizado. Su vida sería llevada al cine siendo el protagonista principal el actor Ronald Reagan el cual sería Presidente de los Estados Unidos por dos períodos consecutivos de 1980 a 1988.

#### Regreso a los Phillies y retiro
En 1930 volvió a su primer equipo de los Phillies donde terminó su carrera de pelotero. Continuó lanzando circunstancialmente hasta los 51 años. En 1938 fue votado para ingresar al salón de la fama.

## Trivia
- En 1917 lanzó en dos juegos durante el día del trabajo, ganando ambos.
- Segundo en la historia en lograr pizarras en blanco (90) solo detrás de Walter Johnson (110).
- Récord de victorias para un pitcher novato: 28 en 1911.
- Números finales: 373 - 208, con average de carreras permitidas de 2,56.
- Average de carreras permitidas menor de 2,0 en seis temporadas.
- Juegos completos: 437.
- Sobrenombre: Old Pete (viejo Pete).